# Liste der denkmalgeschützten Objekte in Burgkirchen (Oberösterreich)
Die Liste der denkmalgeschützten Objekte in Burgkirchen enthält die 6 denkmalgeschützten, unbeweglichen Objekte der Gemeinde Burgkirchen im Bezirk Braunau am Inn.

## Denkmäler
| Foto |                 | Denkmal | Standort                                               | Beschreibung | Metadaten |
| ---- | --------------- | --- | ------------------------------------------------------ | --- | --- |
| ja   | Datei hochladen | Biburger Kapelle HERIS-ID: 90001 Objekt-ID: 104673                                                          | Biburg Standort KG: Biburg                             | Die auf den hl. Florian geweihte Kapelle wurde 1992 nach einem Entwurf von Werner Ziedek errichtet. | BDA-Hist.: Q37744129 Status: § 2a Stand der BDA-Liste: 2025-06-30 Name: Biburger Kapelle GstNr.: 1066/7                                                                                            |
| ja   | Datei hochladen | Schloss Forstern HERIS-ID: 37723 Objekt-ID: 36943                                                           | Forstern 1 Standort KG: Forstern                       | Ein kleinadeliger Ansitz an dieser Stelle wurde bereits im Hochmittelalter erwähnt. Das dreigeschoßige, turmartige Haupthaus des Schlosses stammt aus dem 16. Jahrhundert. Es ist als Tuffsteinbau in spätmittelalterlichem Stil ausgeführt, hat eine Grundfläche von etwa 100 m² und war ursprünglich höher. Südöstlich kragt ein zweigeschoßiger Wohnerker vor. An der Südwestseite sind zwei Aborterker zu sehen. Keller und Erdgeschoß sind gewölbt. Das erste Geschoß ist flach gedeckt. Im zweiten Stock befindet sich eine mit 1552 bezeichnete Kassettendecke. Der noch im Gelände erkennbare Weiher, der das Schloss ursprünglich umgab, war durch eine Holzbrücke überquerbar. Wehranlagen gab es nicht. Das einstöckige, dem Haupthaus vorgelagerte Gebäude mit Zeltdach und reich verziertem Rundbogenportal wird auf das 19. Jahrhundert datiert. Im Osten ist das Areal von einer Mauer begrenzt, auf der sich vier Pfeiler mit neuzeitlichen Skulpturen musizierender Putten befinden. | BDA-Hist.: Q2241003 Status: Bescheid Stand der BDA-Liste: 2025-06-30 Name: Schloss Forstern GstNr.: .1 Schloss Forstern                                                                            |
| ja   | Datei hochladen | Sog. Estherbauerkapelle, Zum blutenden Heiland HERIS-ID: 90003 Objekt-ID: 104675seit 2013                   | bei Grillham 1 Standort KG: Hartberg                   | | BDA-Hist.: Q37744169 Status: Bescheid Stand der BDA-Liste: 2025-06-30 Name: Sog. Estherbauerkapelle, Zum blutenden Heiland GstNr.: 957                                                             |
| ja   | Datei hochladen | Kath. Pfarrkirche hl. Maximilian und Friedhof mit Ummauerung und Toranlage HERIS-ID: 52074 Objekt-ID: 58148 | am Kirchenplatz Standort KG: St. Georgen an der Mattig | Die Pfarrkirche Hl. Maximilian wurde urkundlich um 1130 erstmals erwähnt. Ursprünglich als gotischer Tuffsteinbau ausgeführt, erfolgte 1742 die Barockisierung. Das Langhaus ist einschiffig und fünfjochig, der zweijochige Chor besitzt einen 5/8-Schluss. Die gesamte Decke wurde durch Johann Michael Vierthaler mit zarten Band- und Gitterwerkstukkaturen ausgestattet. Der Westturm zeigt sich seit 1653 mit einer Überführung ins Achteck und einem Zwiebelhelm. Von Martin und Michael Zürn stammen die Bildwerke auf dem Hochaltar von 1645, die Kreuzgruppe im Chor wird ebenfalls der Zürn-Werkstätte zugeschrieben. Die Friedhofsmauer hat eine Keilsteinabdeckung. | BDA-Hist.: Q21708276 Status: § 2a Stand der BDA-Liste: 2025-06-30 Name: Kath. Pfarrkirche hl. Maximilian und Friedhof mit Ummauerung und Toranlage GstNr.: 239/1, .22, 243 Pfarrkirche Burgkirchen |
| ja   | Datei hochladen | Englmüllerkapelle HERIS-ID: 90005 Objekt-ID: 104677                                                         | St.Georgen Standort KG: St. Georgen an der Mattig      | | BDA-Hist.: Q37744206 Status: § 2a Stand der BDA-Liste: 2025-06-30 Name: Englmüllerkapelle GstNr.: 1786/4                                                                                           |
| ja   | Datei hochladen | Kath. Filialkirche hl. Georg und Kirchhof mit Ummauerung HERIS-ID: 52571 Objekt-ID: 59739                   | St.Georgen Standort KG: St. Georgen an der Mattig      | Der gotische Kirchenbau hat im Langhaus und Chor Netzrippengewölbe und in der Turmhalle und Sakristei ein Sternrippengewölbe. Die barocken Altäre schuf die Bildhauerfamilie Zürn. | BDA-Hist.: Q21853330 Status: § 2a Stand der BDA-Liste: 2025-06-30 Name: Kath. Filialkirche hl. Georg und Kirchhof mit Ummauerung GstNr.: .68, 394, 395 Filialkirche St. Georgen an der Mattig      |

## Ehemalige Denkmäler
| Foto |                 | Denkmal                                     | Standort                                              | Beschreibung | Metadaten                                                                                       |
| ---- | --------------- | ------------------------------------------- | ----------------------------------------------------- | ------------ | ----------------------------------------------------------------------------------------------- |
| BW   | Datei hochladen | Altes Schulhaus HERIS-ID: Kein Wertbis 2010 | St.-Georgen 21 Standort KG: St. Georgen an der Mattig |              | BDA-Hist.: Q125096563 Status: Stand der BDA-Liste: 2010-06-22 Name: Altes Schulhaus GstNr.: .68 |